# Brochuchus
Brochuchus is een geslacht van uitgestorven krokodillen dat bekend is uit de Hiwegi-formatie uit het Vroeg-Mioceen van het eiland Rusinga in het Victoriameer in Kenia; het werd oorspronkelijk benoemd als een soort van Crocodylus. Het bevat de twee soorten Brochuchus parvidens en Brochuchus pigotti. Brochuchus behoort tot de familie Crocodylidae, waartoe alle levende krokodillen behoren. De naaste levende verwant van Brochuchus is de dwergkrokodil Osteolaemus. Vergeleken met Osteolaemus, die een klein lichaam en stompe snuit heeft, heeft Brochuchus een meer algemene krokodillenanatomie. Brochuchus wordt gekenmerkt door een platte en relatief smalle schedel, en hoewel hij groter is dan Osteolaemus, is hij kleiner dan de meeste andere krokodillen. Het heeft twee prominente bulten op het oppervlak van zijn snuit.

## Naamgeving
In 1978 werd een Crocodilus pigotti benoemd door Tsjernow en Van Couvering. De soortaanduiding eert de koloniale ambtenaar D.B. Pigott die in Kenia de fossielen opgroef en ook nog een speciale band met de diergroep schiep toen hij door een nijlkrokodil werd opgegeten.
Het geslacht werd in 2013 benoemd door Conrad, Jenkins, Lehmann, Manthi, Peppe, Nightingale, Cossette, Dunsworth, Harcourt-Smith & McNulty ter ere van Christopher A. Brochu, voor zijn wetenschappelijke werk aan de Crocodylia en hun verwanten. De ongebruikelijke combinatie en spelling zijn bedoeld als een auditieve en visuele woordspeling, zodat de 'ch'-klank in Brochu de plaats inneemt van de 's'-klank in 'suchus', gecombineerd met 'souchos' (Grieks voor krokodil), wat een gebruikelijk achtervoegsel is bij crocodylomorfe geslachten.
Het holotype is NHMUK PV R7729, een schedel in 1948 gevonden op het eiland Rusinga in een laag van de Hiwegiformatie die dateert uit het Mioceen. Talrijke losse botten zijn toegewezen.
In 2022 werd door Conrad e.a. een tweede soort benoemd: Brochysuchus parvidens, de 'kleintand', op basis van exemplaren gevonden bij Maboko.

## Beschrijving
Brochuchus is een vrij kleine soort. De schedel van het holotype van B. pigotti is 337 millimeter lang. In 2013 werd daaruit een lichaamslengte van 2,4 tot 2,6 meter geëxtrapoleerd.
Een mogelijke autapomorfie is een vooraan taps toelopend verhemeltebeen. Daarbij zijn de voorste tanden spits en de achterste veel stomper.
B. parvidens heeft kleinere tanden die verder uit elkaar staan.
De praemaxilla draagt vijf tanden, het bovenkaaksbeen veertien en de onderkaak vijftien.

## Fylogenie
Uit een fylogenetische analyse die in 2013 werd gepubliceerd, bleek dat Brochuchus een naaste verwant was van Osteolaemus. Brochuchus en Osteolaemus maken deel uit van een clade binnen Crocodylidae genaamd Osteolaeminae. Deze clade is het zustertaxon van Crocodylinae dat het geslacht Crocodylus bevat, waartoe de meeste levende krokodillen behoren.

## Paleobiologie
Brochuchus heeft een gegeneraliseerde krokodillenlichaamsvorm met een lange, smalle snuit en een robuust skelet. Net als de meeste andere soorten binnen Crocodylidae, was Brochuchus waarschijnlijk roofzuchtig en bracht hij waarschijnlijk een groot deel van zijn tijd door in het water. Zoals blijkt uit de vele fossielen van zoogdieren die op het Rusinga-eiland zijn gevonden, leefde Brochuchus naast verschillende soorten Proboscidea (verwanten van olifanten) en primaten, waarvan de bekendste de vroege mensaap Proconsul is. Hoewel er geen direct bewijs is voor wat Brochuchus at, is het mogelijk dat hij op Proconsul jaagde. Als dit het geval is, kan Brochuchus een van de vroegste antropoïdofage ('mensaapetende') krokodilachtigen zijn geweest. Een later voorbeeld is Crocodylus anthropophagus.